# Azbest

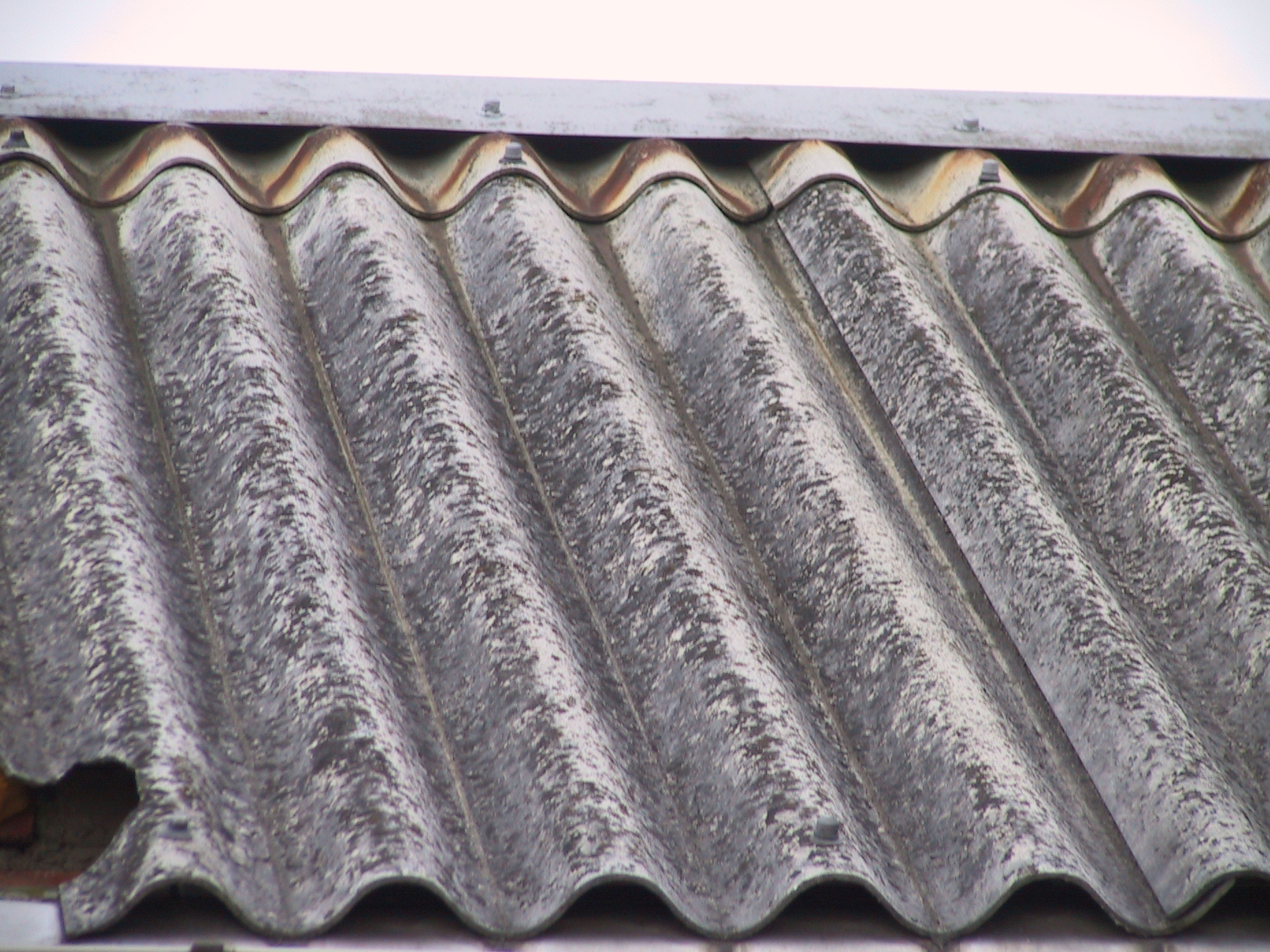
Plăci ondulate de azbest

Azbestul (grec. ἄσβεστος, asbestos = durabil) este un termen pentru minerale fibroase din grupa răspândită a silicaților. Este denumită azbest forma fibroasă a Riebeckitului din grupa amfibolilor, a blendei (numit „azbest albastru”, a „Chrysotilului” din grupa serpentinelor, (azbest verde) sau „Gruneritul” (azbest brun).

## Descriere
Mineralul este foarte rezistent la temperaturi înalte, la acțiunea acizilor, fiind un izolator excelent, folosit în trecut pe scară largă în industria de construcții, în producerea izolatoarelor electrice și termice, în industria navală, în industria cauciucului.
Datorită descoperirii ulterioare a pericolului pe care-l prezintă pentru sănătatea omului, și anume a efectului cancerigen al fibrelor de azbest, folosirea lui a fost interzisă în unele țări și în întreaga UE, această măsură cauzând probleme financiare la îndepărtarea lui completă.
Mineritul de azbest a apărut acum 4000 de ani, dar exploatarea pe scară largă a început în secolul 19, când manufacturile și constructorii au realizat proprietățile sale fizice speciale, fiind un excelent izolator fonic, rezistent la întindere, ușor de exploatat, ignifug, bun izolator termic și electric.
Aceste proprietăți cumulate într-un singur material, extrem de atrăgătoare pentru industria producătoare, au făcut ca azbestul să fie folosit pe scară largă. Exploatarea industrială a continuat vertiginos și pe parcursul secolului 20, până când s-au făcut cunoscute pericolele și bolile grave cauzate de azbest, folosirea acestuia fiind interzisă prin sentințe judecătorești și prin legiferare.
Inhalarea fibrelor de azbest poate cauza boli grave și incurabile, precum cancer pulmonar, mezoteliomă pleurală, și azbestozită (un tip de pneumoconioză). Primele cercetări referitoare la bolile cauzate de azbest au început în jurul anilor 1900 și au răbufnit în anii 1920 și 1930. În anii ‘80 și mai apoi ‘90 comerțul și utilizarea azbestosului au fost treptat fie interzise, restrânse sau reglementate în majoritatea țărilor.
În ciuda severității consecințelor și a bolilor mortale pe care le cauzează, azbestul este folosit încă pe scară largă într-o multitudine de țări care încă nu și-au adus modificări în legislație. Printre aceste țări se numără și România.
Continuarea utilizării azbestosului mult după ce efectele sale nocive s-au fost public cunoscute sau doar bănuite uneori, apariția tardivă a bolilor - chiar și la zeci de ani distanță de la expunere - face ca procesele aferente intentate ulterior de cei afectați, să fie cele mai lungi și mai costisitoare litigii în masă cu care se confruntă tribunalele în Statele Unite; cu toate acestea, în multe alte țări, litigiile fie nu au luat întotdeauna forma proceselor civile, fie sumele acordate ca despăgubiri au fost mult mai mici.  
La data de 12 iulie 2018 un tribunal din Missouri a obligat Johnson & Johnson să plătească o sumă record de 4.69 miliarde dolari ca despăgubiri în favoarea a 22 de femei care au susținut că produsele pe bază de talc ale companiei, inclusiv pudra pentru bebeluși, le-au cauzat cancer ovarian.

## Producție
În 2009, aproximativ 9% din producția mondială era deținută de Canada. La sfârșitul anului 2011, ultimele două mine de azbest din Canada, ambele din Quebec, au încetat activitatea. În septembrie 2012, guvernul din Quebec a încetat mineritul de azbest.
În 2015, 2 milioane de tone de azbest încă se extrăgeau la nivel mondial. Rusia era cel mai mare producător cu o pondere de 55% din total, urmată de China (20%), Brazilia (15.6%), și Kazakhstan (10.8%).

### Descoperirea toxicității azbestului
La începutul  anilor 1900, cercetătorii au început să observe o incidență foarte mare a deceselor la vârste relativ tinere, precum și un număr neobișnuit de mare al bolilor de plămâni în localitățile miniere în care se exploata azbestul. Primul astfel de studiu a fost condus de H. Montague Murray la Charing Cross Hospital din Londra în 1900, în urma unei investigații a decesului unui tânăr care a murit de fibroză pulmonară, asta după ce lucrase timp de 14 zile într-o fabrică de textile din fibre de azbest; tânărului i s-au găsit urme de azbest în plămâni.  Adelaide Anderson, Inspectorul Fabricilor din Marea Britanie, a inclus azbestul pe lista substanțelor industriale periculoase în 1902. Investigații similare au avut loc în Franța și Italia, în 1906 și respectiv în 1908.
Prima diagnoză de azbestosită a fost făcută în Marea Britanie în 1924. Nellie Kershaw era angajată la Turner Brothers Asbestos din Manchester încă din 1917, ca filatoare de fibre din azbest. Moartea ei în 1924 a condus la o anchetă formală, în urma căreia patologii au depus mărturie că moartea s-a datorat unei mai vechi, inițial vindecate, infecții tuberculoase, și a unei fibroze pulmonare, în care erau vizibile “particule de materie minerală, ..., de diferite forme, dar majoritatea prezentând muchii tăioase”. “Comparând aceste particule cu mostre de praf de azbest prezentate de  S.A Henry, Inspector Regal al Fabricilor, s-a concluzionat că acestea proveneau din azbest și au fost, fără nicio urmă de îndoială, cauza principală a fibrozei pulmonare și implicit a morții”
Unele controverse recente au corelat conținutul de azbest al unor produse de largă utilizare, cu bolile oncologice. Exemplul pudrei de talc pentru bebeluși a companiei Johnson & Johnson, care a trebuit să conducă propriile studii privind siguranța compoziției produsului, pentru a combate alegațiile.
Următoarele minerale apar sub variante fibroase, fiind numite azbest:
- Din grupa serpentinelor (Mg,Fe,Ni)3Si2O5(OH)4
- Grunerit Fe7Si8O22(OH)2
- Mysorit (Azbest brun)
- Riebeckit Na2Fe2+3Fe3+2Si8O22(OH)2
- Tremolit Ca2Mg5Si8O22(OH)2
- Aktinolith Ca2(Mg, Fe)5Si8O22(OH)2
- Anthophyllit (Mg, Fe)7Si8O22(OH)2

Minereul este extras prin lucrări din subteran sau prin minerit de suprafață.
Zăcăminte de azbest se află în America de Nord, Africa de Sud, în Tuva sau Ural la Ak-Dovurak în Rusia.

## Galerie de imagini

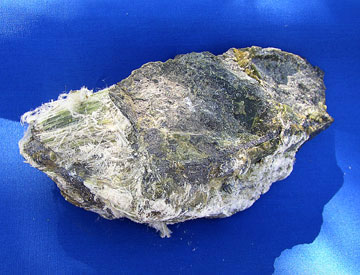
Chrysotilasbest
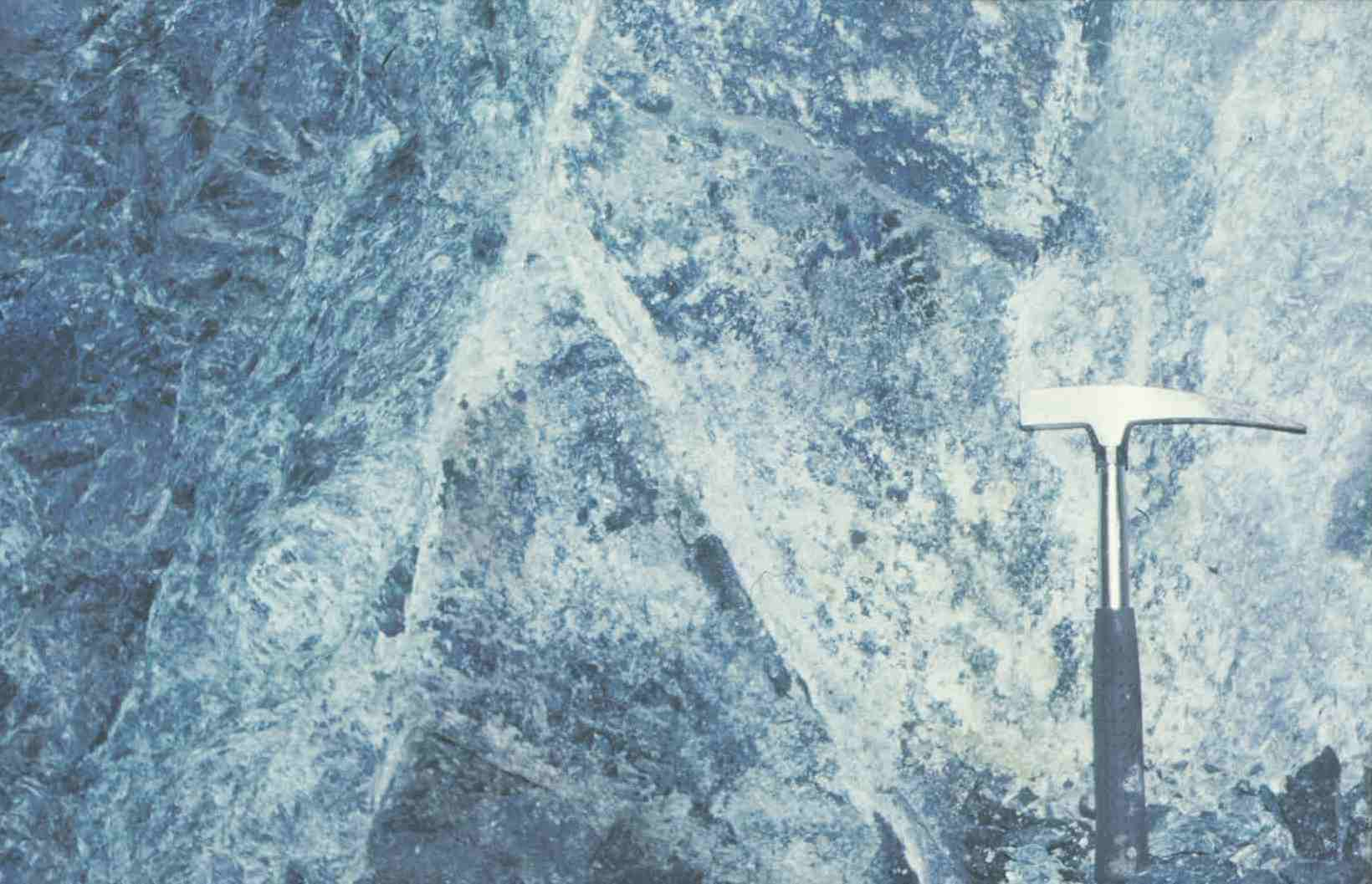
Ortsbrust mină de azbest
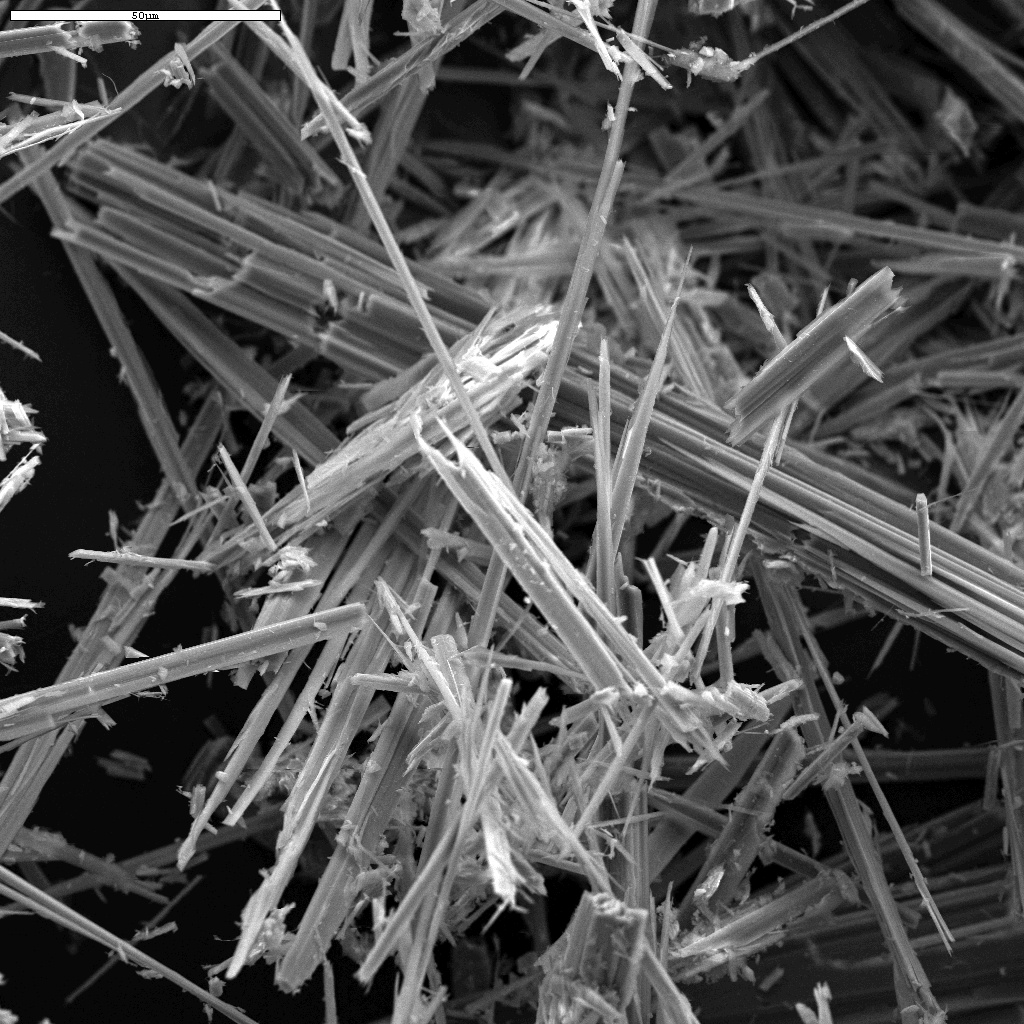
Amfiboli, forma fibroasă
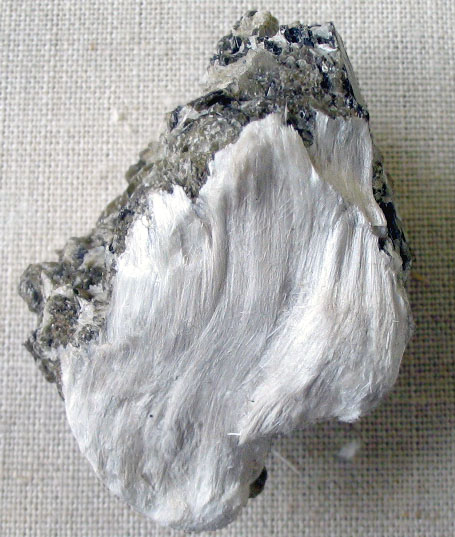
Azbest cu muscovit